# Dick Gaughan

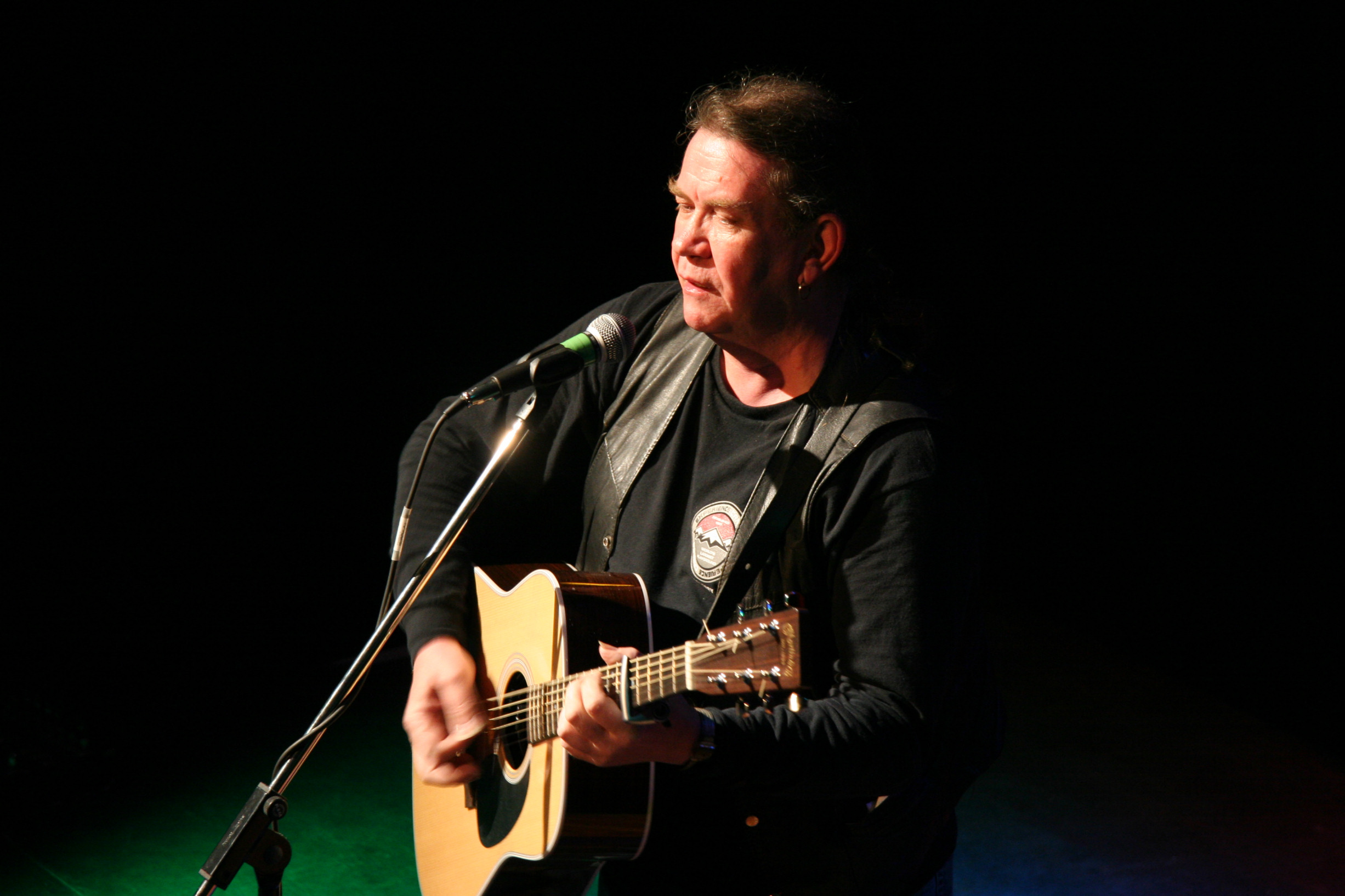
Dick Gaughan live in der „Rätsche“ in Geislingen/Steige, 6. Mai 2006, Foto: Markus Großmann

Richard Peter „Dick“ Gaughan (* 17. Mai 1948 in Glasgow) ist ein schottischer Folksänger.

## Biographie
Gaughans Familie zog von Rutherglen nach Leith, eine Hafenstadt außerhalb von Edinburgh, als er anderthalb Jahre alt war. Er ist nie nach Rutherglen zurückgekehrt. Seine Mutter stammte aus Lochaber und sprach Gälisch als Muttersprache. Die Muttersprache seines Großvaters väterlicherseits war das Irische. Er stammte aus Mayo und beherrschte das Spiel der Fiddle. Dick Gaughan war das älteste von drei Kindern. Im Alter von sieben Jahren begann er mit dem Spiel der Gitarre. Obwohl er später Lieder im schottischen Gälisch sang, blieb es für ihn eine Fremdsprache, ein Echo einer fernen Vergangenheit. Er sang in Folkclubs in Edinburgh und war ab 1970 Profimusiker.
1972 veröffentlichte er ein erstes Soloalbum No More Forever. Anschließend kam er zu den Boys of the Lough, die er nach der Veröffentlichung von deren Debütalbum im selben Jahr wieder verließ. 1975 folgte eine Gastrolle bei den High Level Ranters auf deren Album The Bonnie Pit Laddie. Darauf folgte eine hektische Periode, in der er zwei Karrierestränge gleichzeitig verfolgte, einmal als Mitglied von Five Hand Reel (drei Alben zwischen 1976 und 1978) und als Solosänger, als der er im selben Zeitraum vier Alben veröffentlichte. Dies war eine Zeit starken Alkoholkonsums, der Reisen in Lastwagen und sehr seltener Begegnungen mit seiner Frau und seiner Tochter. Zu einer Lebenskrise kam es, als seine Tochter von einem Auto überfahren wurde, während er auf Reisen war. Die Tochter überlebte, doch Gaughan wurde durch diesen Vorfall veranlasst, sein Leben neu zu ordnen.
Schließlich lernte er als Autodidakt, Musik zu lesen und zu schreiben. Er schrieb für das schottische Folk-Magazin Folk Review und hatte mehr Kontakt mit seiner Familie. Er schloss sich einer Agitprop-Theatergruppe namens „7:84“ an. Er schien sehr bewusst dem Vorbild eines anderen sozialistischen Theaterregisseurs und Sängers, Ewan MacColl, zu folgen, dem er 1978 ein Album widmete. Gaughan beteiligte sich ebenfalls an einem Gedenkalbum für Woody Guthrie. In den frühen 1980er Jahren betrieb er Kampagnenarbeit für eine Organisation namens „Perform“, deren Ziel es war, professionelle Folkmusiker und Amateure zu vereinen, um Gagen und Weitergaberechte zu verhandeln sowie die künstlerische Kontrolle zu behalten. Er war zwei Jahre lang ihr Vorsitzender.
Im Oktober 2016 wurde ein Schlaganfall diagnostiziert. Seit Februar 2017 befindet sich Gaughan in Therapie. Ein weiterer Verlauf ist unklar. Es scheint unwahrscheinlich, dass er wieder auf die Bühne zurückkehren wird, so seine Agentur im Oktober 2021.

## Werk
Auf seinen Soloalben interpretierte er sowohl große Balladen wie auch selbstgeschriebene Songs. Noch vor Sting stellte er sich der weit verbreiteten Ansicht entgegen, die Russen seien kriegslüsterne Eroberer (Think Again aus A Different Kind Of Love Song). A Handful Of Earth (1981) und A Different Kind Of Love Song (1983) gehören zu seinen besten Veröffentlichungen. Er hat sehr entschiedene Ansichten über viele Dinge, einschließlich des Internet. Während er 1984 Stimmprobleme auskurierte, nahm er an einem Computerkurs teil und er ist einer der wenigen Sänger, die problemlos eine Anstellung als Webmaster bekommen könnten. Er gestaltet und betreut seine Website selbst. Außerdem ist er regelmäßiger Teilnehmer der Usenet-Newsgroup „uk.musik.folk“.
1995 gründete er gemeinsam mit Davy Steele die Gruppe Clan Alba, die nur ein Album herausbrachte. Mit dieser Gruppe war er auch beim Folkfestival des WDR zu hören, ebenso war er bereits zweimal bei einem der größten Folkfestivals Europas vertreten, dem Tanz&FolkFest in Rudolstadt.
Künstlerisch überwiegt seine Leistung als Sänger und Interpret fremder Werke sowie als Gitarrist. Zudem sind zahlreiche seiner bekannteren Titel Gaughans Vertonungen von zumeisten älteren Texten Dritter, z. B. Both Sides The Tweed oder Revolution. Seine Eigenkompositionen sind dagegen weniger erfolgreich, was sich etwa daran zeigt, dass sie kaum von anderen Interpreten nachgesungen und eingespielt worden sind. Eine Ausnahme ist A Different Kind Of Love Song, das von Hannes Wader 1986 auf seinem Album Liebeslieder in deutscher Übersetzung eingespielt worden ist. Zu einem Folk-Klassiker ist jedoch auch dieses Lied aus Gaughans Feder nicht geworden.

## Themen
Gaughan interpretiert traditionelles schottisches und irisches Liedgut neu, wobei er häufig von anderen übersehene politische oder soziale Aspekte dieser Lieder hervorhebt, so etwa in seiner Einspielung von Erin-Go-Bragh, einem Lied, das die traditionelle Diskriminierung der Iren in Schottland aus der Sicht eines Betroffenen schildert und gleichzeitig mit einer totalen Absage an „nationale Identität“ endet („Come all you young people wherever you're from/and don't give a damn to which place you belong“).
Einen mindestens ebenso großen Teil seines Repertoires machen zeitgenössische Autorenlieder zu aktuellen Themen („topical songs“) aus, sei es über die Lage Behinderter (What You Do With What You've Got), über den australischen Medien-Mogul Rupert Murdoch (Shipwreck), über historische Themen wie etwa das Leben Thomas Paines (Tom Paine’s Bones) oder einen antifeudalen Aufstand in England (World Turned Upside Down). Gaughan ist überzeugter Atheist, ohne jedoch Christen generell zu verdammen. Jeglichen Fanatismus lehnt er ab. Seine Haltung verdeutlicht er in Son Of Man (Album Sail On). Auf demselben Album setzt er sich mit dem Zusammenbruch des Realsozialismus auseinander. Denjenigen, die darin das Ende sozialistischer Utopien sehen, hält der Sozialist Gaughan entgegen: „I see no cause for alarm / No reason to get downhearted / They're trying to say our time is passed / Hell, it hasn't even started!“
Praktisch abwesend ist dabei das Genre der Liebeslieder, wozu sich Gaughan in A Different Kind Of Love Song dezidiert geäußert hat.
Zu weltweiter Bekanntheit verhalf Gaughan außerdem dem Liedtext Dat Leed van den Häftling Nr. 562, den Oswald Andrae 1978 zu Ehren von Carl von Ossietzky geschrieben und den zunächst Helmut Debus vertont hatte. Gaughan sang das Lied in einer englischen Bearbeitung von Iain MacKintosh (1979) unter dem Titel Prisoner 562 auf seinem Album A Different Kind Of Love Song (1983).

## Repertoire
Neben selbstgeschriebenen und traditionellen Liedern interpretiert Gaughan Werke anderer bekannter britischer und US-amerikanischer Liedermacher wie Woody Guthrie, Pete Seeger, Brian McNeil, Tommy Sands oder Si Kahn neu.
Dazu kommen Neuvertonungen und Nachdichtungen auf Grundlage traditioneller Materialien.

## Instrument und Spielweise
Gaughan ist ein Multiinstrumentalist. Er hat beispielsweise die Veröffentlichung Lucky for Some komplett selbst eingespielt, sein ursprüngliches Instrument ist jedoch die Akustische Gitarre. Hier gehört er nach Ansicht von Bert Jansch und Eric Clapton zu den besten Folk-Gitarristen der Welt. Er verwendet für seine Musik das Modell D-28 von Martin, das mit zwei Tonabnehmersystemen von Fishman ausgestattet ist. Es besteht aus einem kleinen Mikrophon im Bereich des Schalllochs und einem Abnehmer unter der Seitenbrücke. Die Standard-Stimmung der Gitarre nach E-A-D-G-H-E hat er verlassen und spielt auf Konzerten fast ausschließlich in der Stimmung D-A-D-G-A-D. Er nutzt jedoch auch noch eine Reihe anderer Stimmungen, besonders wenn es um die Interpretationen von Instrumentalstücken geht. Gaughans Stil zeichnet sich durch eine gewisse Härte aus, die durch sein Spiel gegen den Takt und die fast völlige Abwesenheit von klassischen Akkorden bewirkt wird. Er begleitet seinen Gesang mit ungewohnter Phrasierung und Läufen, die diesen Stil ausmachen.

## Diskographie
- No More Forever (1972)
- Kist O’Gold (1976)
- Coppers & Brass (1977)
- Gaughan (Songs of Ewan MacColl, 1978)
- A Handful Of Earth (1981)
- A Different Kind Of Love Song (1983)
- Fanfare For Tomorrow (1985)
- Live In Edinburgh (1985)
- True And Bold (1986)
- Call It Freedom (1988)
- Sail On (1996)
- Redwood Cathedral (1999)
- Outlaws And Dreamers (2001)
- Prentice Piece (2002)
- Lucky For Some (2006)
- Gaughan Live! At The Trades Club (2008)

Folk Friends
- Folk Friends (1978)
- Folk Friends 2 (1981)

Dick Gaughan and Andy Irvine
- Parallel Lines (1982)

Clan Alba
- Clan Alba (1995)